# Kościół Najświętszego Serca Pana Jezusa w Biszczy
Kościół Najświętszego Serca Pana Jezusa w Biszczy – rzymskokatolicki kościół w Biszczy, wzniesiony jako cerkiew prawosławna.

## Historia

### Okres prawosławny i unicki
Pierwsza prawosławna świątynia w Biszczy wzmiankowana jest w r. 1582. Po podpisaniu aktu unii brzeskiej miejscowa parafia przyjęła jej postanowienia. Ponownie stała się parafią prawosławną wskutek likwidacji unickiej diecezji chełmskiej w 1875. W 1819 miejscowa cerkiew została gruntownie odremontowana i powiększona. W 1912 na miejscu kilku starszych cerkwi (wszystkie były drewniane) wzniesiono nową, murowaną. Autorem projektu budynku był inżynier Koczorowski, zaś budowę sfinansowała administracja rosyjska. Całość reprezentuje styl bizantyńsko-rosyjski. 

### Okres katolicki po I wojnie światowej
Obiekt został już po kilku latach od otwarcia, w 1919, przejęty na rzecz Kościoła katolickiego i pozostał siedzibą parafii łacińskiej mimo starań prawosławnych o odzyskanie świątyni. Za przekazaniem obiektu katolikom zdecydowanie opowiadał się rzymskokatolicki biskup lubelski Marian Leon Fulman i to jego postawa zdecydowała o dalszych losach obiektu. Kościołem administrowali jezuici. W okresie międzywojennym został on częściowo przebudowany, by w pełni odpowiadał wymogom liturgii rzymskokatolickiej. 

### Okres prawosławny w trakcie II wojny światowej
W czasie II wojny światowej ponownie został przejęty przez prawosławnych.

### Okres katolicki po II wojnie światowej
W 1945 budynek ponownie stał się świątynią katolicką i został po raz drugi wyremontowany. W latach 1972 i 1974 rozebrano dwie wieże, które zastąpiła pojedyncza wieża na frontonie i sygnaturka nad nawą. Cały budynek z zewnątrz pokrywa kremowa terakota. Pierwotnie cechy stylowe obiektu zostały częściowo zatracone w toku późniejszych przebudów. W 1945 w kościele pojawił się ołtarz główny z obrazami Serca Pana Jezusa, Matki Boskiej Częstochowskiej, Świętej Rodziny i Stygmatów św. Franciszka z Asyżu. W 1966 do świątyni wstawiono ołtarz boczny. W kościele wykorzystywane są także dziesięciogłosowe organy.

## Otoczenie
Pierwotnie plac otaczający cerkiew w Biszczy pełnił funkcje cmentarza. Nekropolię unicką, następnie prawosławną, poza zabudową wsi wytyczono przed r. 1830, być może podczas prac remontowych w cerkwi w 1819. Cmentarz rzymskokatolicki w Biszczy powstał na drugim krańcu miejscowości w roku powstania parafii łacińskiej (1919).